# Annobónglasögonfågel
Annobónglasögonfågel (Zosterops griseovirescens) är en fågel i familjen glasögonfåglar inom ordningen tättingar.

## Utseende och läten
Annobónglasögonfågel är en liten (12 cm) och olivgrön sångarlik fågel. Ovansidan är matt olivgrön med mörkare vingar och stjärt och en smal vit ögonring. Undersidan är ljust beigegul, mot undergumpen vit och på flankerna mörkare olivbrun. Lätet beskrivs i engelsk litteratur som ett snabbt "plic plic plic" med medföljande sträva och drillande toner.

## Utbredning och status
Fågeln är endemisk för Annobón i Guineabukten. IUCN kategoriserar arten som livskraftig.

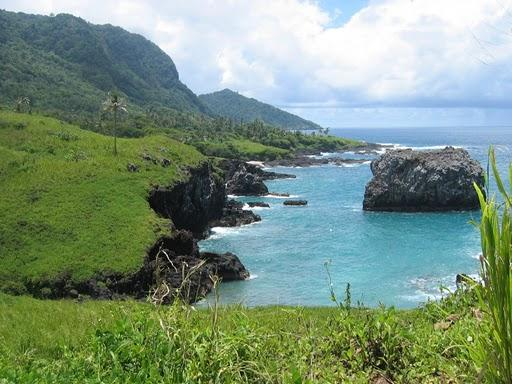
Fågeln återfinns på den isolerade ön Annobón som tillhör Ekvatorialguinea.